# Lijst van rijksmonumenten in Gennep (gemeente)
De gemeente Gennep telt 26 inschrijvingen in het rijksmonumentenregister, hieronder een overzicht. Zie ook de gemeentelijke monumenten in Gennep.

## Gennep
De plaats Gennep telt 16 inschrijvingen in het rijksmonumentenregister. Zie Lijst van rijksmonumenten in Gennep (plaats) voor een overzicht.

## Heijen
De plaats Heijen telt 3 inschrijvingen in het rijksmonumentenregister.
| Object                                                      | Oorspronkelijke functie?  | Bouwjaar     | Architect | Locatie            | Coördinaten?                  | Nr.?   | Afbeelding        |
| ----------------------------------------------------------- | ------------------------- | ------------ | --------- | ------------------ | ----------------------------- | ------ | ----------------- |
| Huis Heijen: hoofdgebouw met bijgebouwen, poort en tuinmuur | Kasteel, buitenplaats     | 16e/17e eeuw |           | Hoofdstraat 42     | 51° 40' 17" NB, 5° 58' 35" OL | 526593 | Meer afbeeldingen |
| Kasteel Heijen: boerderij met schuren, poort en keermuur    | Bijgebouwen kastelen enz. | 1706         |           | Hoofdstraat bij 42 | 51° 40' 19" NB, 5° 58' 35" OL | 526595 | Meer afbeeldingen |
| Kasteel Heijen: tuinaanleg                                  | Tuin, park en plantsoen   |              |           | Hoofdstraat bij 42 | 51° 40' 19" NB, 5° 58' 34" OL | 526596 | Upload foto       |

## Ottersum
De plaats Ottersum telt 5 inschrijvingen in het rijksmonumentenregister.
| Object | Oorspronkelijke functie?  | Bouwjaar | Architect       | Locatie               | Coördinaten?                  | Nr.?   | Afbeelding                                                      |
| --- | ------------------------- | -------- | --------------- | --------------------- | ----------------------------- | ------ | --------------------------------------------------------------- |
| Rondom de kerk van St. Jan de Doper een aantal oude grafzerken en grafstenen | Begraafplaats en -onderdl |          |                 | St. Janstraat bij 13  | 51° 42' 10" NB, 5° 58' 57" OL | 16094  | Upload foto                                                     |
| Afgesleten zerk van Trineken Frinix, gestorven 12 februari 1619 | Begraafplaats en -onderdl | 1619     |                 | Hondsiepsebaan bij 13 | 51° 44' 4" NB, 5° 58' 52" OL  | 16095  | Afgesleten zerk van Trineken Frinix, gestorven 12 februari 1619 |
| Grote bakstenen langsdeelschuur, op rechthoekige plattegrond, in oorsprong daterend en gedekt met een aan twee zijden afgewolfd dak met blauwe en rode (mulden)pannen en oud Hollandse pannen | Boerderij                 | ca. 1800 |                 | St. Janstraat bij 22  | 51° 42' 7" NB, 5° 58' 58" OL  | 508163 | Meer afbeeldingen                                               |
| Voormalige raadhuis Ottersum | Bestuursgebouw en onderdl | 1902     | A.Korting       | Raadhuisplein 1       | 51° 42' 8" NB, 5° 58' 57" OL  | 525603 | Meer afbeeldingen                                               |
| R.K. kerk H. Johannes De Doper | Kerk en kerkonderdeel     | 1931     | J. Schoenmakers | St. Janstraat 13      | 51° 42' 10" NB, 5° 58' 57" OL | 525605 | Meer afbeeldingen                                               |

## Zelder
De plaats Zelder (buurtschap van Ven-Zelderheide) telt 2 inschrijvingen in het rijksmonumentenregister.
| Object                                                                 | Oorspronkelijke functie? | Bouwjaar | Architect | Locatie  | Coördinaten?                 | Nr.?  | Afbeelding        |
| ---------------------------------------------------------------------- | ------------------------ | -------- | --------- | -------- | ---------------------------- | ----- | ----------------- |
| Kapel, rechthoekig gebouw met driezijdige sluiting en gezwenkte façade | Kerk en kerkonderdeel    | 17e eeuw |           | Zelder 2 | 51° 41' 58" NB, 6° 0' 59" OL | 16099 | Meer afbeeldingen |
| Schuur                                                                 | Boerderij                | 18e eeuw |           | Zelder 2 | 51° 41' 58" NB, 6° 0' 59" OL | 16100 | Upload foto       |

Beek ·
Beekdaelen ·
Beesel ·
Bergen ·
Brunssum ·
Echt-Susteren ·
Eijsden-Margraten ·
Gennep ·
Gulpen-Wittem ·
Heerlen ·
Horst aan de Maas ·
Kerkrade ·
Landgraaf ·
Leudal ·
Maasgouw ·
Maastricht ·
Meerssen ·
Mook en Middelaar ·
Nederweert ·
Peel en Maas ·
Roerdalen ·
Roermond ·
Simpelveld ·
Sittard-Geleen ·
Stein ·
Vaals ·
Valkenburg aan de Geul ·
Venlo ·
Venray ·
Voerendaal ·
Weert